# La Flocellière

La Flocellière este o comună în departamentul Vendée, Franța. În 2009 avea o populație de 2,397 de locuitori.